# Lijst van alumni en medewerkers van de Universiteit van Franeker
Deze lijst bevat de namen van personen die student (alumnus) en/of medewerker van de Universiteit van Franeker zijn geweest.
- Foppe van Aitzema, diplomaat in Brunswijk en gezant bij de Hanzesteden
- Lieuwe van Aitzema, historicus, diplomaat, bon vivant en spion
- William Ames, hoogleraar, theoloog, predikant en rector (1626), 1622-
- Ruard Andela
- Willem Baudartius, theoloog
- Balthasar Bekker, predikant en theoloog
- Court Lambertus van Beyma, patriot, notaris, Statenlid en volksvertegenwoordiger
- Govert Bidloo, anatoom
- Cornelis van Bijnkershoek, president van de Hoge Raad van Holland, Zeeland en West-Friesland
- Nicolaas Blankaart, hoogleraar Grieks en geschiedenis
- Steven Blankaart, promoveerde in de medicijnen en filosofie
- Johannes Bogerman, theoloog, tevens hoogleraar te Franeker
- Petrus Bondam, hoogleraar te Utrecht
- Hector van Bouricius, hoogleraar, raadsheer en griffier bij het Hof van Friesland
- Sebald Justinus Brugmans, arts en botanicus
- Petrus Camper, arts en wetenschapper, hoogleraar te Franeker
- Johannes Coccejus, hoogleraar Oosterse talen
- René Descartes, student, 1628-1630
- Johannes van den Driesche, hoogleraar Oosterse talen
- Eise Eisinga, curator, 1797-1802
- David van Goorle (Gorlaeus), student wijsbegeerte
- Sicco van Goslinga, regent en diplomaat
- Egbert Jan Greve, hoogleraar Oosterse talen, Hebreeuwse letterkunde en oudheden
- Willem van Haren, schrijver en politicus
- Onno Zwier van Haren, Nederlands politicus en dichter
- Pieter Harting, hoogleraar geneeskunde aan het Atheneum van 1841 tot aan de sluiting in 1843
- Daniël Heinsius, humanistisch geleerde
- Tiberius Hemsterhuis, hoogleraar Grieks en filosoof
- Johannes Lambertus Huber, politicus en diplomaat
- Ulrik Huber, jurist en politiek filosoof
- Theodorus van Kooten, hoogleraar Latijn en geschiedenis, en patriot
- Johann Samuel König, hoogleraar wiskunde en filosofie, 1744-1749
- David le Leu de Wilhem, politicus, handelaar, geleerde (Oosterse talen), zwager van Constantijn Huygens
- Jodocus van Lodenstein, predikant
- Willem Loré, waterstaatkundige
- Marcus Lycklama à Nijeholt, hoogleraar en grietman van Ooststellingwerf en Weststellingwerf, lid Staten-Generaal
- Johannes Maccovius, theoloog en zwager van Saskia van Uylenburgh
- Henricus Antonides Nerdenus, hoogleraar theologie 1585-1614
- Adriaan Metius, wiskundige en astronoom; eerst student, later professor en rector
- Johannes Mulder (1769-1810), medicus, anatoom, gynaecoloog
- Mattheus Brouërius van Nidek, dichter; tussen 1696-1697 student
- Jacob Perizonius, hoogleraar geschiedenis en welsprekendheid 1682-1693
- Murk van Phelsum, arts, farmacoloog
- Joachim Ripperda, buitengewoon ambassadeur naar Londen, i.v.m. de Dutch Gift
- Herman Alexander Röell, professor theologie
- Johan van den Sande, hoogleraar, historicus, schrijver rechtsgelerdheid, 1568-1638
- Johannes Silvius, predikant, vertrouweling van Saskia van Uylenburgh en Rembrandt
- Petrus Stuyvesant, gouverneur van Nieuw-Amsterdam
- Jean Henri van Swinden, hoogleraar natuurkunde en wijsbegeerte
- Johan Hendrik Swildens, publicist te Amsterdam, daarna hoogleraar te Franeker
- Christiaan Hendrik Trotz, hoogleraar rechten
- Johan Valckenaer, jurist en patriot
- Lodewijk Caspar Valckenaer, hoogleraar Grieks 1741-1765
- Johannes Henricus Voorda, hoogleraar Rechten en patriot, 1797-1802
- Everwinus Wassenbergh, hoogleraar Grieks
- Willem IV van Oranje-Nassau, erfstadhouder